# Hufeisensiedlung

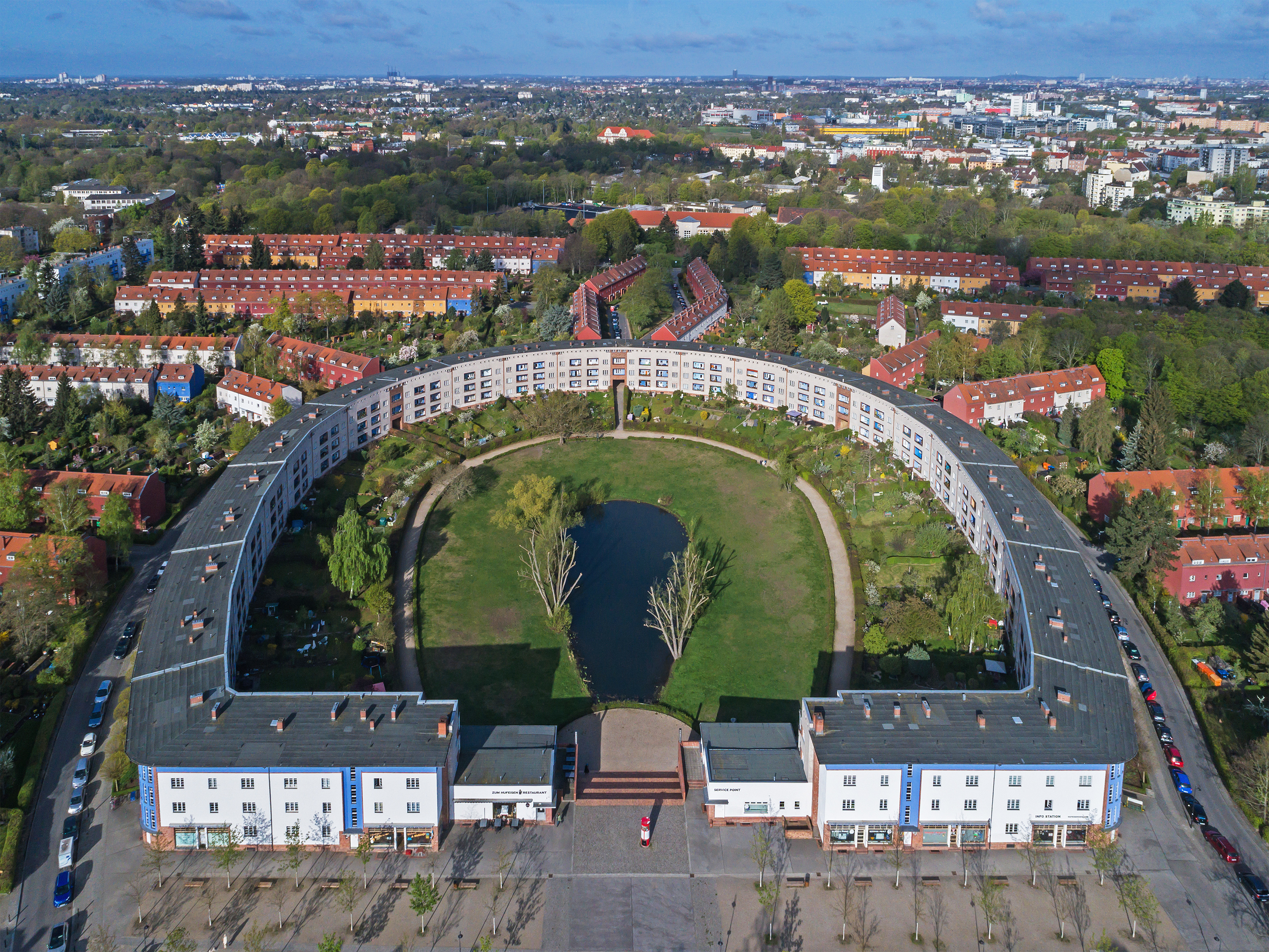
Hufeisensiedlung sett från öster.

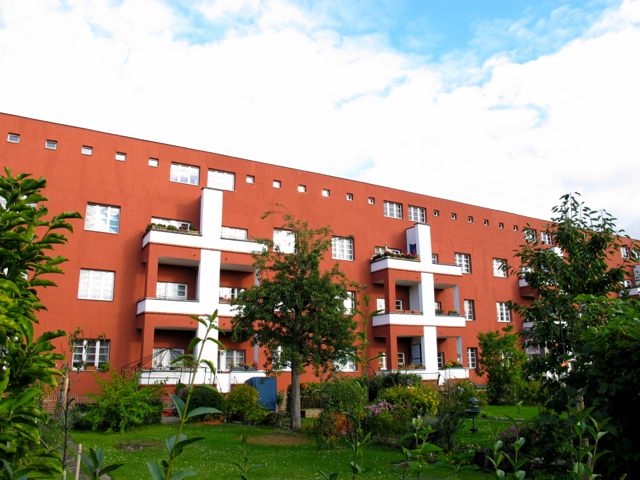
Rote Front.

Hufeisensiedlung eller Siedlung Britz är en bebyggelse i Berlin som skapades 1925–1933 i stadsdelen Britz, i mellersta delen av stadsdelsområdet Neukölln, efter planer av Bruno Taut och Martin Wagner. En byggnad är formad som en hästsko och heter Hufeisen på tyska. Byggherre var GEHAG.  
Hufeisensiedlung ingår sedan juni 2008 i Unescos världsarvslista tillsammans med andra modernistiska kvarter i Berlin.

## Historia
Området ligger på det tidigare riddargodset Britz marker i Neukölln. I 1920-talets Berlin skulle bostadsbristen och bristen på moderna bostäder lösas med nya områden utanför stadskärnan, inspirerade av de brittiska trädgårdsstäderna av Ebenezer Howard. Hufeisensiedlung är, liksom övriga bostadsområden som ingår i världsarvet, ett exempel på den socialreformistiska rörelsen i Berlin och de ideal som bland annat Bauhaus förkunnade under samma period. Bredvid området byggde bostadsbolaget Degewo området Eierteich. 
Bostadsbolaget Gehag gav Bruno Taut uppdraget tillsammans med Martin Wagner att utveckla en stadsplan för området. Inspirerade av den nya tidens byggteknik ville man ha typbestämda bostäder och byggnader för att minska kostnaderna. Taut kunde i arbetet ta med sig erfarenheterna från Gartenstadt Falkenberg, den så kallade Tuschkastensiedlung. Byggnaderna uppfördes åren 192–-1933 och omfattade 1 072 bostäder. I centrum ligger själva Hufeisensiedlung, den byggnad som från ovan ser ut som en hästsko. Den funktionella byggnadsstilen utmärks genom Tauts färgval: röda byggnader, gula byggnader och byggnader som går i blått. Den länga som går i rött kallas "Rote Front". 
Alla gator är uppkallade efter personer och orter som förekommer i böcker av Fritz Reuter som givit huvudgatan Fritz-Reuter-Allee dess namn. Stavenhagener Strasse är uppkallad efter Reuters födelseort Stavenhagen. Även Reuters hustru har givit namn åt en gata, Lowise-Reuter-Ring. Platsen Hüsung kommer från lågtyskan, den dialekt som Reuter skrev på. Ett alternativt namn för området har också varit Fritz-Reuter-Stadt. Under 1960-talet anslöts området genom stationerna Blaschkoallee och Parchimer Allee till tunnelbanans linje U7.

## Bilder

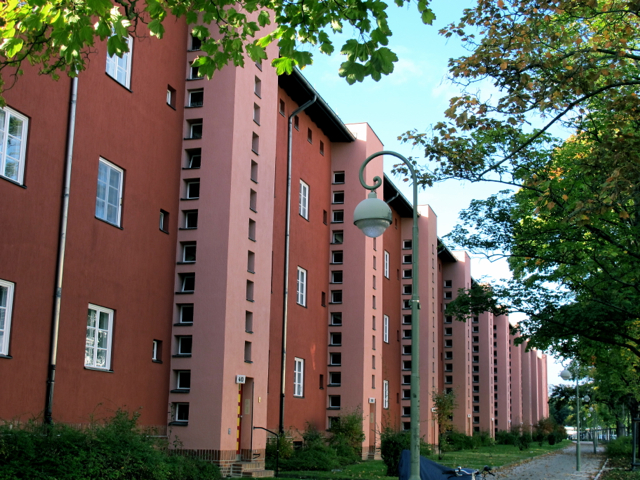
Hus längs med Fritz-Reuter-Allee.
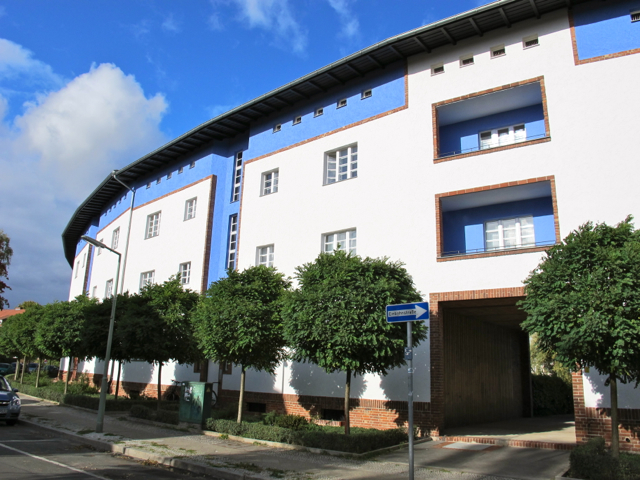
Hufeisensiedlungs yttre fasad.
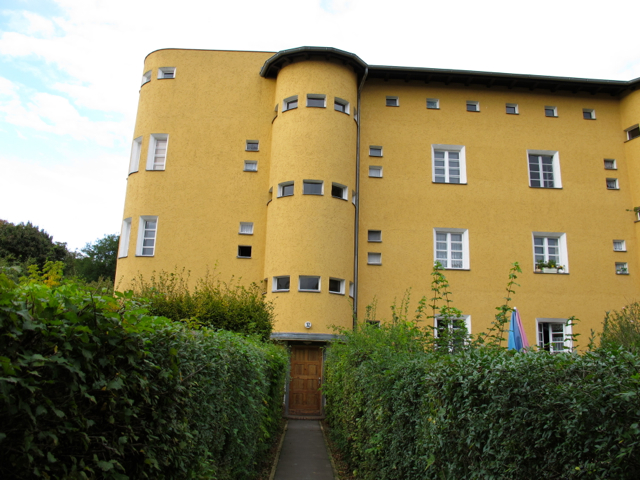
Hus på Stavenhagener Strasse.
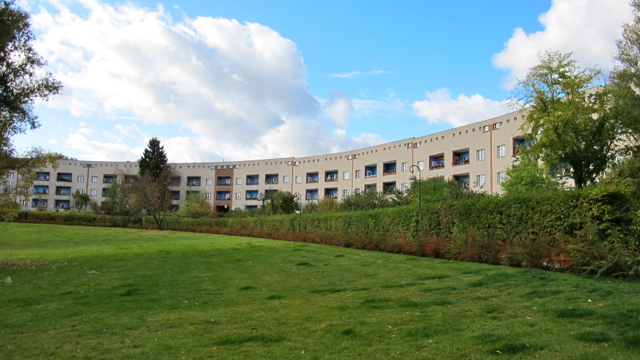
Hufeisensiedlungs innergård.
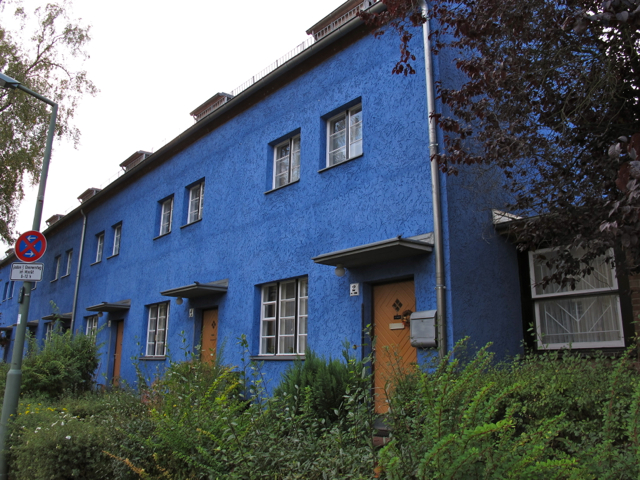
Blått hus i Hufeisensiedlung.